# Sígsig (canton)
Sígsig est un canton d'Équateur situé dans la province d'Azuay.